# Tour della nazionale maschile di rugby a 15 delle Figi 2004-2007
Dopo i buoni risultati della Coppa del Mondo 2003, la nazionale di rugby XV delle Figi si reca più volte in tour.

## 2005 in Nuova Zelanda
Match senza storia per le Figi, travolte da quattro mete di Sivivatu e dagli All Blacks.
| Albany 10 giugno 2005 | Nuova Zelanda | 91 – 0 | Figi |  |

## 2005 in Europa
Nessuna delle Home Union (le 4 federazioni britanniche) ha mai subito sino ad ora una sconfitta dalle Isole Figi: il Galles (già battuto due volte dalle Samoa) rischia sino all'ultimo una sconfitta con le Figi. È Nicky Robinson ad evitare ai gallesi questa umiliazione con un drop allo scadere. 
Successivamente le Figi si recano in Portogallo, per una novità in tema di test-match, ed in Italia, dove -sotto la neve che cade sullo Stadio Brianteo di Monza- i Figiani cedono alla nazionale di Pierre Berbizier.
| Cardiff 12 novembre 2005 | Galles | 11 – 10 | Figi | Millennium Stadium |

| Lisbona 19 novembre 2005 | Portogallo | 17 – 26 | Figi |  |

| Monza 26 novembre 2005 | Italia | 23 – 8 | Figi | Stadio Brianteo |

## 2006 in Australia
Dopo aver battuto l'Italia nel suo tour annuale, la nazionale figiana si reca in Australia per due match contro la nazionale "A".
| Adelaide 14 luglio 2006 | Australia A | 47 – 18 | Figi XV |  |

| Melbourne 22 luglio 2006 | Australia A | 80 – 9 | Figi XV |  |

## 2007 in Australia
Durante il periodo di maggio-giugno, Figi partecipa al Sei Nazioni del Pacifico. Durante quel torneo pareggia con l'Australia "A" ma cede pesantemente all'Australia quando questa schiera la prima squadra in un test amichevole..
| Perth 9 giugno 2007 | Australia | 49 – 0 | Figi |  |

## 2007 in Europa
Test di rifinitura in vista della Coppa del Mondo
| Albi 26 agosto 2007 | Albi | 24 – 49 | Figi XV |  |